# Cricket-Diplomatie
Der Begriff Cricket-Diplomatie (englisch cricket diplomacy) bezeichnet die nach der Jahrtausendwende erfolgte zaghafte Annäherung der zerstrittenen Nachbarstaaten Indien und Pakistan. Ziel ist insbesondere eine Annäherung in der Kaschmir-Frage.
Im April 2005 besuchte der pakistanische Präsident Pervez Musharraf ein Cricket-Spiel in Indien und traf Indiens Ministerpräsidenten Manmohan Singh.
Der Begriff leitet sich von der Sportart ab, die in beiden Ländern Nationalsport ist. Während der Staatsbesuche fanden oft Cricketspiele statt. Die gemeinsame Vorliebe wird hier (analog zur Ping-Pong-Diplomatie) dazu eingesetzt, die Atmosphäre zwischen den Parteien zu entspannen, um somit leichter zu einer Verständigung zu kommen.